# Isländischer Fußballpokal der Männer 1980
Der isländische Fußballpokal 1980 war die 21. Austragung des isländischen Pokalwettbewerbs der Männer. Pokalsieger wurde Titelverteidiger Fram Reykjavík. Das Team setzte sich im Finale am 31. August 1980 im Laugardalsvöllur von Reykjavík gegen ÍBV Vestmannaeyja durch.

## Modus
Die Begegnungen wurden in einem Spiel ausgetragen. Bei unentschiedenem Ausgang wurde das Spiel auf des Gegners Platz wiederholt. In den ersten drei Runden nahmen Vereine ab der zweiten Liga abwärts teil. Die Mannschaften aus der ersten Liga starteten im Achtelfinale.

## 1. Runde
| Datum      |                      | Ergebnis |                         |
| ---------- | -------------------- | -------- | ----------------------- |
| 28.05.1980 | UMF Skallagrímur     | 2:7      | ÍB Ísafjörður           |
| 28.05.1980 | Leiftur Reykjavík    | kampflos | HSÞ Mývatnssveit        |
| 28.05.1980 | Huginn Seyðisfjörður | 2:1      | UMF Sindri Höfn         |
| 28.05.1980 | þróttur Norðfjörður  | 3:0      | Súlan Stöðvarfjörður    |
| 28.05.1980 | Hrafnkell Freysgoði  | 1:6      | Leiknir Fáskrúðsfjörður |
| 28.05.1980 | Austri Eskifjörður   | 0:1      | UMF Einherji            |
| 28.05.1980 | Völsungur Húsavík    | 6:5      | Magni Grenivík          |
| 28.05.1980 | Arroðinn Akureyri    | 1:2      | Dagsbrún Eyjafjörður    |
| 28.05.1980 | UMF Njarðvík         | 0:1      | Reynir Sandgerði        |
| 28.05.1980 | Óðinn Reykjavík      | 1:0      | UMF Grindavík           |
| 28.05.1980 | Víðir Garði          | 2:0      | Leiknir Reykjavík       |
| 28.05.1980 | UMF Bolungarvík      | 2:7      | Ármann Reykjavík        |

## 2. Runde
| Datum      |                         | Ergebnis |                      |
| ---------- | ----------------------- | -------- | -------------------- |
| 11.06.1980 | Leiknir Fáskrúðsfjörður | 0:2      | Huginn Seyðisfjörður |
| 11.06.1980 | UMF Tindastóll          | 7:3      | Dagsbrún Eyjafjörður |
| 11.06.1980 | KS Siglufjarðar         | 2:1      | HSÞ Mývatnssveit     |
| 11.06.1980 | þróttur Norðfjörður     | 1:0      | UMF Einherji         |
| 11.06.1980 | Völsungur Húsavík       | 8:9      | þór Akureyri         |
| 11.06.1980 | Efling Reykjadal        | 0:9      | KA Akureyri          |
| 13.06.1980 | Ármann Reykjavík        | 1:2      | UMF Afturelding      |
| 13.06.1980 | Fylkir Reykjavík        | 2:1      | Reynir Sandgerði     |
| 13.06.1980 | Óðinn Reykjavík         | 1:3      | ÍB Ísafjörður        |
| 13.06.1980 | Víðir Garði             | 2:1      | UMF Stjarnan         |
| 13.06.1980 | Hamar Hveragerði        | 2:3      | ÍF Grótta            |
| 13.06.1980 | Haukar Hafnarfjörður    | 1:3      | UMF Víkingur         |

## 3. Runde
| Datum      |                      | Ergebnis |                     |
| ---------- | -------------------- | -------- | ------------------- |
| 18.06.1980 | KS Siglufjarðar      | 3:1      | UMF Tindastóll      |
| 18.06.1980 | ÍB Ísafjörður        | 0:2      | ÍF Grótta           |
| 18.06.1980 | Fylkir Reykjavík     | 1:0      | UMF Afturelding     |
| 18.06.1980 | Huginn Seyðisfjörður | 0:3      | þróttur Norðfjörður |
| 18.06.1980 | þór Akureyri         | 2:3      | KA Akureyri         |
| 18.06.1980 | Víðir Garði          | 1:2      | UMF Víkingur        |

## Achtelfinale
Teilnehmer: Die sechs Sieger der 3. Runde und die zehn Teams der 1. deild 1980.
| Datum      |                   | Ergebnis |                      |
| ---------- | ----------------- | -------- | -------------------- |
| 02.07.1980 | ÍF Grótta         | 0:4      | ÍB Keflavík          |
| 02.07.1980 | UMF Víkingur      | 0:2      | þróttur Norðfjörður  |
| 02.07.1980 | Fram Reykjavík    | 3:2      | Valur Reykjavík      |
| 02.07.1980 | ÍA Akranes        | 1:3      | FH Hafnarfjörður     |
| 02.07.1980 | ÍBV Vestmannaeyja | 2:1      | KR Reykjavík         |
| 08.07.1980 | Fylkir Reykjavík  | 0:2      | KS Siglufjarðar      |
| 10.07.1980 | KA Akureyri       | 0:3      | Víkingur Reykjavík   |
| 10.07.1980 | þróttur Reykjavík | 1:2      | Breiðablik Kópavogur |

## Viertelfinale
| Datum      |                    | Ergebnis |                      |
| ---------- | ------------------ | -------- | -------------------- |
| 23.07.1980 | Víkingur Reykjavík | 1:2      | Fram Reykjavík       |
| 23.07.1980 | FH Hafnarfjörður   | 1:0      | þróttur Norðfjörður  |
| 23.07.1980 | ÍB Keflavík        | 2:3      | ÍBV Vestmannaeyja    |
| 23.07.1980 | KS Siglufjarðar    | 0:2      | Breiðablik Kópavogur |

## Halbfinale
| Datum      |                      | Ergebnis |                   |
| ---------- | -------------------- | -------- | ----------------- |
| 13.08.1980 | Breiðablik Kópavogur | 2:3      | ÍBV Vestmannaeyja |
| 13.08.1980 | FH Hafnarfjörður     | 0:1      | Fram Reykjavík    |

## Finale
| Paarung  | Fram Reykjavík – ÍBV Vestmannaeyja                                          |
| Ergebnis | 2:1                                                                         |
| Datum    | 31. August 1980                                                             |
| Stadion  | Laugardalsvöllur, Reykjavík                                                 |
| Tore     | Für Fram: Guðmundur Steinsson , Guðmundur Þorfason Für ÍBV: Omar Johannsson |